# 알로하 (영화)
《알로하》(영어: Aloha)는 2015년 개봉한 미국의 로맨틱 코미디 드라마 영화이다. 카메론 크로우가 감독, 제작과 각본을 맡았다. 이 영화에는 브래들리 쿠퍼, 엠마 스톤, 레이철 매캐덤스, 존 크래신스키, 대니 맥브라이드와 앨릭 볼드윈이 출연한다. 미국에서는 컬럼비아 픽처스 배급으로 2015년 5월 29일에 개봉 됐으며, 기타 나라에서는 20세기 폭스 배급으로 개봉되었다. 영화는 비평가들로부터 부정적인 평가와 제작비 3,700만 달러 대비 2,600만 달러 수익에 그치며 박스오피스 봄이 되었다.

## 출연
- 브래들리 쿠퍼 - 브라이언 길크레스트 역
- 엠마 스톤 - 앨리슨 응 대위, 미 공군 파일럿 역
- 레이철 매캐덤스 - 트레이시 우드사이드, 브라이언의 전 여자친구 역
- 빌 머레이 - 카슨 웰치 역
- 존 크래신스키 - 존 "우디" 우드사이드 역
- 대니 맥브라이드 - "핑거스" 레이시 대령 역
- 앨릭 볼드윈 - 딕슨 대장 역
- 빌 캠프 - 밥 라전트 역
- 마이클 처너스 - 로이 역
- 제이든 리버허 - 미첼 역
- 대니엘리 로즈 러셀 - 그레이스 역
- 에디 가테지 - 커티스 중령 역
- 이바나 밀리체비치 - 전기작가 카슨 역
- 범피 카나헬레 - 본인 역